# Secret Story
Secret Story és un famós programa de Telerealitat (reality xou) francès del canal de televisió TF1. Els sis episodis hab batut rècords d'audiència a tota França. El programa va debutar el 23 de juny del 2007 en companyia del cèlebre presentador Benjamin Castaldi que va donar el punt de partida a un dels xous d'impacte francesos que més temps han durat en antena i més guanys han recaptat en la història televisiva de França.
Secret Story neix a partir de les bases del format del programa de televisió Big Brother (creat l'any 1997 pel neerlandès John de Mol i adaptat posteriorment amb el nom Loft Story a l'estat francès) però amb noves regles de joc i un nou concepte «la recerca de secrets dels habitants de la casa» que dona al Big Brother un nou aspecte, nou format, i més elements atractius.

## Concepte
El programa conserva les bases del Big Brother original que són les següents: tancar dins d'una casa, dissenyada per a l'ocasió, una dotzena de desconeguts sorgits d'un càsting, en la qual són filmats per càmeres i gravats per micròfons durant les 24 hores del dia. Els concursants resten aïllats del món exterior durant la seva estada sense poder tenir accés, per consegüent, a la televisió, ràdio, Internet, llibres i llapis… L'únic suport que poden rebre és aquell rebut pel famós confessionari que els serveix d'ajut psicològic.
Secret Story, conserva també la mateixa forma d'expulsió dels habitants. És a dir, cada setmana dos o més concursants són nominats pels companys per tal d'abandonar la casa. D'aquesta manera al final del programa només queden en quatre, que són els que podran optar al premi final que sol ser una quantitat de diners elevada.
La diferència introduïda al nou format Secret Story introdueix una innovació és que cada habitant entra a la casa amb dues missions: 
- L'una, conservar un secret personal, que ha de protegir i no revelar sota cap pretext. És a dir, cada concursant entra a la casa amb un secret relacionat amb la seva vida privada: gogo, estriper, enterrador/a de morts, mentalista, gai/lesbiana, contorsionista, fill del creador dels barrufets, fill/a de milionari, hermafrodita, príncep/cesa de Rússia, vampir/a, heterosexual, DJ, transsexual… L'objectiu és d'intentar conservar aquest secret intacte fins al final del programa. En el cas en què un concursant reveli el secret de manera intencionada, ha d'eixir automàticament, excepte si el públic vota que ha de romandre.

- L'altra, denunciar al confessionari el secret d'un habitant de la casa, descobert de forma involuntària. Per fer-ho els habitants disposen d'un botó vermell al confessionari que han de prémer en cas d'haver descobert el secret d'algun company. En aquest cas, la persona descoberta no corre el risc de ser nominada però perd els diners de la seva guardiola (vegeu l'apartat «Regles del joc»), que es transfereixen al denunciant.

### La Casa dels secrets
L'anomenada Maison des secrets (Casa dels secrets), és el nom de la casa on els candidats conviuen. La casa té una piscina i jardí exteriors, habitacions secretes, una cambra dels mals endreços (la supérette), el sas, el Museu dels secrets, el confessional, un saló, cuina i dormitoris.
- Les habitacions secretes són llocs habilitats al voltant de la casa, amagades, on els concursants poden elaborar estratègies mantenir el secret. Les habitacions secretes, són atorgades al concursant a petició del programador i no de l'habitant.

- el petit supermercat supérette serveix com a font d'alimentació. Cada primer dia de la setmana, aproximadament, se n'obren les portes durant un quart d'hora en què els habitants han d'afanyar-se per agafar tots els aliments que creguin indispensables per nodrir-se durant la seva estada dins la casa.

- La resclosa (sas) és el nom que rep la sortida de la casa, on un participant rep la decisió que el públic l'ha expulsat.

- Finalment, hi ha una última habitació (no en totes les edicions) Le Musée des Secrets, «El museu dels secrets». Conté objectes relacionats amb els secrets dels concursants i ha de contribuir a descobrir els secrets. L'accés a aquesta cambra es restringit. Un exemple d'objecte que s'hi pot trobar, seria una còpia del quadre de La Monda Lisa, que destaparia el secret de transexualitat d'algun concursant.[cal citació]

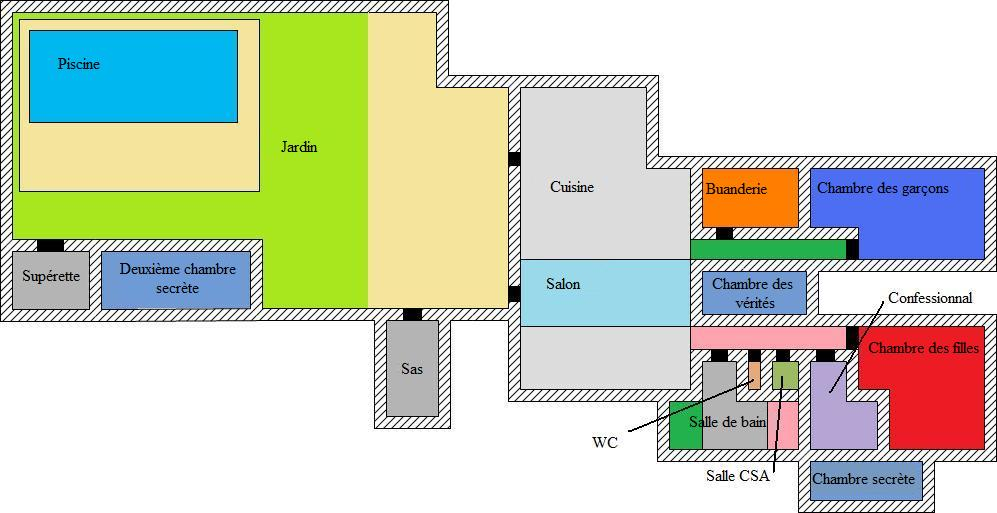
Plànol de la casa dels secrets de la 1a Edició
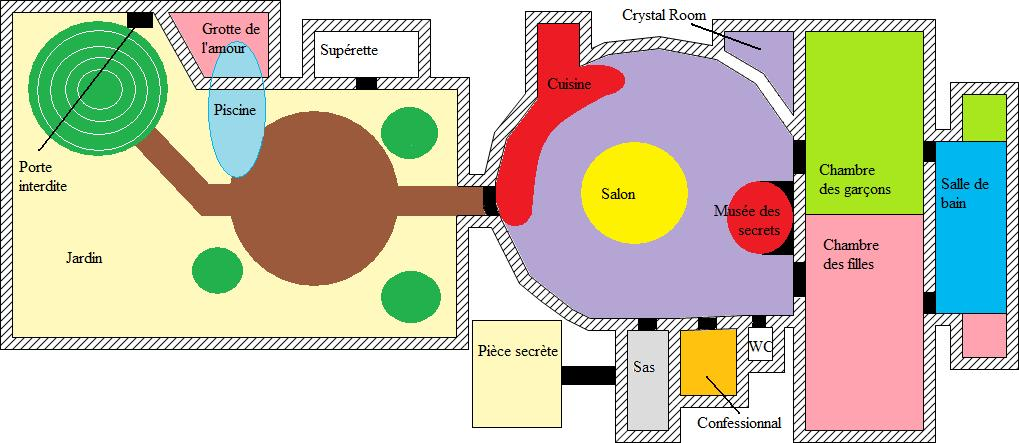
Plànol de la casa dels secrets de la 2a Edició
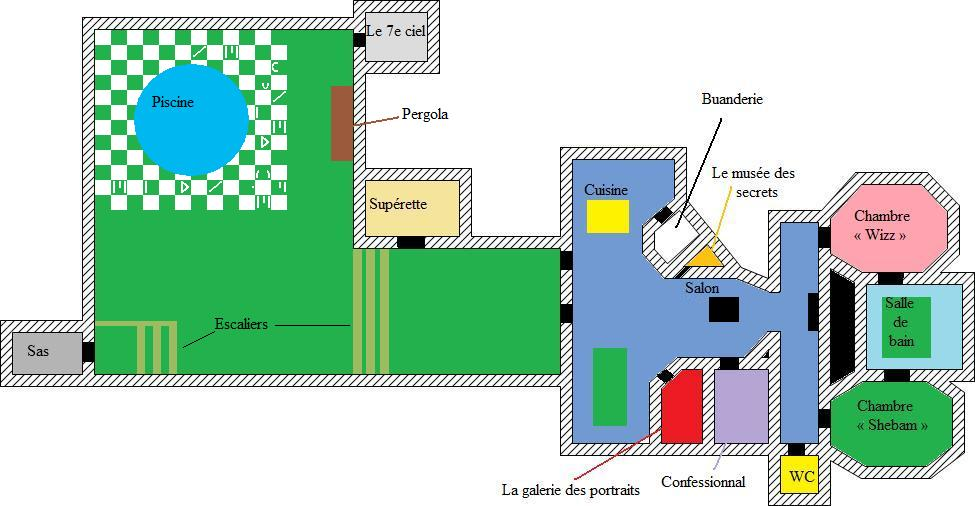
Plànol de la casa dels secrets de la 3a Edició

### La Veu
La voix («la veu»), és la veu en off masculina que a través d'altaveus dona ordres i consells als habitants. La Veu té un paper molt important en el joc, ja que n'és l'element pertorbador i té el dret de canviar les regles del joc en qualsevol moment.
Aquest element representa l'autoritat màxima de la casa, a la qual, els habitants són sotmesos. Així doncs pot canviar les nominacions si així ell ho desitja, deixar els habitants sense aigua calenta durant una setmana per divertir-se, nominar algun candidat sense l'opinió prèvia del públic, despertar els habitants de la casa amb la música a tot gas, proposar a un habitant de fer “males jugades” a la resta de companys sota recompensa econòmica, retirar de manera inesperada diners d'algun habitant sense el seu consentiment, donar consells, organitzar festes temàtiques per entretenir els habitants durant la nit (festa gai, festa dels 80, festa tecno, festa retro, festa dance, vetllada romàntica…) i jugar el paper d'ajuda psicològica al confessional…
Tots aquests ordres, consells, males jugades… són fetes per a entretenir el públic i agilitzar la vida dins la casa. A més ha d'evitar els moments d'avorriment als darrers dies del concurs, on el nombre de concursants és escàs. Per poder dur a terme el seu paper, la Veu, fa servir durant el programa diferents eines (com ara el telèfon vermell…) que fan la funció de “bo” o “dolent” del joc. Per exemple, quan sona el telèfon, aquest pot aportar bones notícies, un concursant guanya diners, o dolentes, un concursant abandona la casa.

### Regles del joc
Cada habitant entra a la casa amb la mateixa quantitat de diners. Aquests diners estan guardats a una guardiola cagnotte que pot variar per a cada concursant segons les ordres de la Veu o l'incompliment de les regles del joc que són les següents: 
| Comandaments | Edició 1 | Edició 2 | Edició 3 | Edició 4 |
| --- | -------- | -------- | -------- | -------- |
| Callar-se i parar de fer immediatament el que s'estigui fent en el moment en què “La Veu” parla.                                                                                   | n°1      | n°1      | n°1      | n°1      |
| Realitzar, sense espera, tot el que ordeni “La Veu” sense dret a protestar, sota pena de sancció.                                                                                  | n°2      | n°2      | n°2      | n°2      |
| No tallar-li mai la paraula a "La Veu". | n°3      | n°3      | n°3      | n°3      |
| No rebutjar mai les missions secretes “males passades” que imposa la veu, siguin col·lectives o individuals.                                                                       |          | n°4      | n°4      | n°4      |
| Mai revelar el secret i preservar-lo en l'anonimat sota qualsevol circumstància.                                                                                                   | n°4      | n°5      | n°5      | n°5      |
| Justificar de forma clara i honesta les raons per les quals el concursant en nomina un altre durant les nominacions.                                                               | n°5      | n°6      | n°6      | n°6      |
| No es pot parlar mai de les nominacions entre companys. | n°6      | n°7      | n°7      |          |
| És obligatori moure’s i parlar de forma respectuosa dins la “Casa dels secrets” (és a dir, els actes violents com ara agressions físiques estan prohibits), sota pensa d'expulsió. |          |          |          | n°7      |
| No desvetllar mai, sota cap pretext, el seu secret de forma individual i per amistat a un altre concursant.                                                                        | n°7      | n°8      | n°8      | n°8      |
| No oblidar-se de desar el seu carnet secret (llibret on està inscrit el secret de cada habitant) totes les nits al calaix dels secrets “ boîte aux carnets secrets”.               |          | n°9      |          |          |
| No sol·licitar mai, sota cap pretext, una conversació amb “La Veu” en un altre lloc que no sigui el confessional.                                                                  | n°8      | n°10     | n°9      | n°9      |
| Cada cop que es sol·liciti una conversació amb “La Veu”, se l'haurà d'avisar cridant per ella.                                                                                     | n°9      | n°11     | n°10     | n°10     |
| No trepitjar la diana pintada en mig del saló. | n°10     |          |          |          |
| No obrir mai, sota cap pretext, la porta prohibida (possible accés a una habitació secreta).                                                                                       |          | n°12     |          |          |

Aquests comandaments van canviar durant les diferents edicions. Per tant, el nombre de normes de la primera edició no és el mateix que el de la darrera edició. Tota revelació, o incompliment d'aquestes regles pot comportar l'expulsió, o pèrdua de diners per part del concursant.

### Les nominacions
Les nominacions es realitzen de la mateixa manera que les del Big Brother amb la diferència que, la Veu, pot variar-ne el contingut si així ho desitja.
En general, es fan de manera separada, una setmana pels nois i una altra per les noies. No obstant això, en el cas en què un habitant desvela el seu secret la nominació es fa de manera mixta, donant l'oportunitat a un dels nominats de ser salvat per substitució del concursant que ha incomplert les normes.
D'altra banda, cal precisar que l'incompliment per part dels concursants de les normes del joc, pot provocar que el nombre de concursants nominats canviï de setmana en setmana.

## Polèmiques

### Crítiques
De fet com és habitual en aquesta mena de programa, "Secret Story" ha estat objecte de crítiques per part dels mitjans de comunicació i de la mateixa audiència, tot i l'expectativa que crea. La vulgaritat, la nuesa i certs comportaments dels concusants han fet intervenir el CSA (Conseil Supérieur de l'Audiovisuel) “Consell Superior de l'Audiovisual” francès, demanant que la Gala s'emeti en horari adult i imposant l'etiqueta “No recomanat als menors de 10 anys”, després de l'onada de cartes rebudes per part dels mateixos telespectadors.

### El programa en via judiciària
“Secret Story” també ha estat objecte de denúncia i infracció a la llei, creant d'aquesta manera polèmica a França pel que fa a les condicions en què els concursants són tractats. Aquest esdeveniment ha estat possible gràcies a la denúncia interposada per part d'un ex-concursant d'aquest programa davant la Justícia francesa que va col·locar en el seient dels acusats als productors que el van contractar.
Després de mesos d'espera, “La Cour de Cassation” (la darrera instància de la justícia francesa) va decretar, en conformitat amb la llei del 3 de juny del 2009 de la "Chambre Sociale", que els concursants/habitants que entren dins d'aquesta mena de concursos han de ser tractats i considerats com a treballadors normals, obligant a aquest efecte, el compliment de les normes establertes pel Codi de Treball francès per part de l'empresa contractant.
Aquest cas però, no és pas el primer, ja que l'advocat Jérémie Assous va haver de defensar els ex-concursants de “L'île de la tentation” (L'illa de la temptació/L'illa dels famosos/Supervivnents) per a motius semblants. De fet, en declaracions seves pel que envolta Secret Story, Jérémie Assous declara el següent: 
“Els participants (de Secret Story) estan sotmesos a les constants directives d'una veu en off, “La Voix”, que els obliga a respectar un paper, que els és aliè, amb l'objectiu de captar milers d'imatges seves, difoses en prime time, amb el que això pot comportar. I que per tant, no es pot posar en dubte el fet que aquesta gent està treballant i que, a aquest efecte, se’ls ha de proporcionar un contracte de treball. Secret Story és un treball.” 
De fet, i a causa de l'esmentat, al començament de la tercera edició “Secret Story”, La Directora Adjunta d'Endemol França es va començar a preparar per a rebre la visita de la Inspecció de Treball a dins de l'anomenada “Casa dels secrets” perquè pugui inspeccionar la casa i fer-ne les valoracions que cregui oportunes.